# Bisbat d'Assís (Brasil)
El bisbat d'Assís (portuguès: Diocese de Assis; llatí: Dioecesis Assisensis) és una seu de l'Església catòlica al Brasil, que pertany a la regió eclesiàstica Sud 1, sufragània de l'arquebisbat de Botucatu. Al 2020 tenia 278.000 batejats d'un total de 316.800 habitants. Esta dirigida pel bisbe Argemiro de Azevedo, C.M.F.

## Territori
La diòcesi comprèn 18 municipis de la part sud-occidental de l'estat brasiler de São Paulo: Assís, Borá, Cândido Mota, Cruzália, Echaporã, Florínea, Iepê, João Ramalho, Lutécia, Maracaí, Oscar Bressane, Palmital, Paraguaçu Paulista, Pedrinhas Paulista, Platina, Quatá, Rancharia e Tarumã.
La seu episcopal era la ciutat d'Assís, on es troba la catedral del Sagrat Cor de Jesús. A la mateixa ciutat també es troba la basílica menor de Sant Vicenç de Paül.
El territori s'estén sobre 9.165 km² i està dividit en 28 parròquies, reagrupades en 4 regions pastorals.

## Història
La diòcesi va ser erigida el 30 de novembre de 1928 en virtut de la butlla Sollicitudo universalis del papa Pius XI, prenent el territori de la diòcesi de Botucatu (avui arxidiòcesi): 
El 4 de setembre de 1954, amb la carta apostòlica In gravi saeculo, el papa Pius XII proclamà sant Francesc d'Assís com a patró principal de la diòcesi.
Originàriament sufragània de l'arquebisbat de São Paolo, el 19 d'abril de 1958 va passar a formar part de la província eclesiàstica de l'arquebisbat de Botucatu.
El 16 de gener de 1960 cedí part del seu territori a benefici de l'erecció de la diòcesi de Presidente Pudiente. L'11 d'abril de 1983, en virtut del decret Concrediti gregis de la Congregació per als bisbes cedí a aquella diòcesi el municipi de Martinópolis.
El 30 de desembre de 1998 cedí una altra porció del seu territori a benefici de la diòcesi d'Ourinhos.

## Cronologia episcopal
- Antônio José dos Santos, C.M. † (22 de novembre de 1929 - 1 de febrer de 1956 mort)
- José Lázaro Neves, C.M. † (1º de febrer de 1956 - 20 de juliol de 1977 jubilat)
- Antônio de Souza, C.S.S. (20 de juliol de 1977 - 27 d'octubre de 2004 jubilat)
- Maurício Grotto de Camargo (27 d'octubre de 2004 - 19 de novembre de 2008 nomenat arquebisbe de Botucatu)
- José Benedito Simão † (24 de juny de 2009 - 27 de novembre de 2015 mort)
- Argemiro de Azevedo, C.M.F., dal 14 de desembre de 2016

## Estadístiques
A finals del 2020, la diòcesi tenia 278.000 batejats sobre una població de 316.800 persones, equivalent al 87,8% del total.
| any  | població | població | població | sacerdots | sacerdots       | sacerdots       | sacerdots             | diàques | religiosos | religiosos | parroquies |
| ---- | -------- | -------- | -------- | --------- | --------------- | --------------- | --------------------- | ------- | ---------- | ---------- | ---------- |
| any  | batejats | total    | %        | total     | clergat secular | clergat regular | batejats por sacerdot | diàques | homes      | dones      |            |
| 1950 | 600.000  | 630.000  | 95,2     | 39        | 15              | 24              | 15.384                |         | 10         | 52         | 33         |
| 1959 | 600.000  | 630.000  | 95,2     | 61        | 16              | 45              | 9.836                 |         | 45         | 88         | 38         |
| 1966 | 320.000  | 350.000  | 91,4     | 43        | 10              | 33              | 7.441                 |         | 21         | 74         | 23         |
| 1970 | 270.000  | 300.000  | 90,0     | 43        | 10              | 33              | 6.279                 |         | 37         | 97         | 27         |
| 1976 | 270.000  | 320.000  | 84,4     | 37        | 13              | 24              | 7.297                 |         | 30         | 75         | 33         |
| 1977 | 250.000  | 349.000  | 71,6     | 38        | 13              | 25              | 6.578                 |         | 28         | 72         | 31         |
| 1990 | 395.000  | 440.000  | 89,8     | 34        | 18              | 16              | 11.617                |         | 16         | 76         | 32         |
| 1999 | 230.000  | 300.000  | 76,7     | 53        | 31              | 22              | 4.339                 |         | 44         | 98         | 31         |
| 2000 | 230.071  | 279.699  | 82,3     | 39        | 26              | 13              | 5.899                 |         | 13         | 54         | 25         |
| 2001 | 215.000  | 279.699  | 76,9     | 51        | 38              | 13              | 4.215                 |         | 24         | 51         | 25         |
| 2002 | 223.000  | 289.194  | 77,1     | 37        | 24              | 13              | 6.027                 |         | 24         | 51         | 25         |
| 2003 | 223.000  | 262.513  | 84,9     | 43        | 28              | 15              | 5.186                 |         | 26         | 31         | 25         |
| 2004 | 245.000  | 289.194  | 84,7     | 40        | 24              | 16              | 6.125                 |         | 27         | 39         | 25         |
| 2006 | 252.000  | 296.000  | 85,1     | 33        | 19              | 14              | 7.636                 |         | 27         | 36         | 25         |
| 2012 | 267.000  | 314.000  | 85,0     | 45        | 35              | 10              | 5.933                 |         | 21         | 23         | 25         |
| 2015 | 273.000  | 311.000  | 87,8     | 43        | 34              | 9               | 6.348                 |         | 9          | 26         | 26         |
| 2018 | 275.100  | 313.401  | 87,8     | 47        | 35              | 12              | 5.853                 |         | 12         | 21         | 26         |
| 2020 | 278.000  | 316.800  | 87,8     | 42        | 32              | 10              | 6.619                 |         | 11         | 29         | 28         |